# ジョルジュ・シュルイツァー
ジョルジュ・シュルイツァー（George Sluizer, 1932年6月25日 - 2014年9月20日）は、オランダの映画監督である。フランスのパリ出身。

## 人物
リヴァー・フェニックス主演の『ダーク・ブラッド』を製作していたが、フェニックスの急死のために中断した。同作は2012年に完成し、同年のオランダ映画祭で初公開された。
2014年9月20日、アムステルダムで死去。82歳没。

## 主なフィルモグラフィ
| 年   | 作品名                                | 備考                                                               |
| ---- | ------------------------------------- | ------------------------------------------------------------------ |
| 1972 | João en het mes                       | 監督・脚本 第22回ベルリン国際映画祭コンペティション部門出品        |
| 1979 | トゥワイス・ア・ウーマン Twee vrouwen | 監督・脚本・製作                                                   |
| 1985 | Red Desert Penitentiary               | 監督・脚本・製作                                                   |
| 1988 | ザ・バニシング -消失- The Vanishing   | 監督・脚本・製作・編集                                             |
| 1992 | マイセン幻影 Utz                      | 監督 第42回ベルリン国際映画祭コンペティション部門出品              |
| 1993 | 失踪 妄想は究極の凶器 The Vanishing   | 監督 『ザ・バニシング-消失-』のリメイク                            |
| 1996 | クライムタイム Crimetime              | 監督・製作総指揮                                                   |
| 1996 | Mortinho por Chegar a Casa            | 監督・脚本・製作                                                   |
| 1998 | The Commissioner                      | 監督・脚本 第48回ベルリン国際映画祭コンペティション部門出品        |
| 2002 | 石の筏に乗って La Balsa de piedra     | 監督・脚本・製作                                                   |
| 2012 | ダーク・ブラッド Dark Blood           | 監督 1993年に一時製作中断し、2012年に完成 第32回オランダ映画祭出品 |